# 入山法子
入山法子（1985年8月1日—），日本女演員、模特兒，出身於埼玉縣，所屬經紀公司為INCENT。她的前夫是爆轟樂團貝斯手岡峰光舟。

## 略歷
入山出身於埼玉縣，由於在原宿被星探發掘而踏入演藝圈。2004年4月，在共立女子大學入學同時當上《週刊朝日》封面模特兒，開啟了自身的演藝事業。2006年，演出《我的老大，我的英雄》成為女演員生涯的正式起點，從此將工作重心逐漸轉移至戲劇。2008年，接連跨足演出《貓咪心動奇蹟》、《瀕死之綠》、《開心直航》三部電影。2011年，首度主演電視劇《棲息於霧中的惡魔》及電影《花婆婆!!〜我的山神〜》。2017年，與志尊淳共同主演的電視劇《寵物情人》在富士電視台播出。

## 個人
- 中學時期參加管樂團，在團內負責吹奏法國號[7]。高校時期則加入輕音樂樂團，負責電貝斯的工作[4][7]，並曾彈奏JUDY AND MARY椎名林檎的歌曲[8]。大學時期則進入攝影社，並在攝影展展示自己的作品[3]。2008年從大學畢業[9]。
- 興趣是攝影、手工藝[10]。專長是電貝斯、演戲、法國號、騎馬[10]。
- 曾為了學習語言，到悉尼寄宿家庭生活[11][12]。
- 2014年7月21日，與搖滾團體爆轟樂團貝斯手岡峰光舟（日语：岡峰光舟）結婚[1][4]，并于2020年11月离婚[13]。

## 演出

### 電影
- 《貓咪心動奇蹟》（2008年） - 飾演 久我珠代
- 《瀕死之綠（日语：死にぞこないの青）》（2008年） - 飾演 羽田由美
- 《開心直航》（2008年） - 飾演 高田郁美
- 《SP THE MOTION PICTURE 野望篇（日语：SP THE MOTION PICTURE）》（2010年） - 飾演 青池由香莉
- 《花婆婆!!〜我的山神〜（日语：ハナばあちゃん!!〜わたしのヤマのカミサマ〜）》（2011年） - 主演 山野實香
- 《空手道美少女》（2011年） - 飾演 池上美樹
- 《SP THE MOTION PICTURE 革命篇（日语：SP THE MOTION PICTURE）》（2011年） - 飾演 青池由香莉
- 《共同前進（日语：共に歩く）》（2014年） - 主演 岩村明美
- 《幸福的不在場證明（日语：共に歩く）》（2016年） -  飾演 一条靜子

### 電視劇
- 《Division 1 第16部 前進吧!龍馬（日语：ディビジョン1 (テレビドラマ)）》（2005年8月31日－9月21日，富士電視台） - 飾演 後藤佐那
- 《我的老大，我的英雄》 （2006年7月8日－9月16日、日本電視台） - 飾演 田中ルミ
- 《派遣女王》 （2007年1月10日－3月14日、日本電視台） - 飾演 島田香
- 《トリハダ〜夜ふかしのあなたにゾクッとする話を（日语：トリハダ〜夜ふかしのあなたにゾクッとする話を）》 第2話「未知と知のはざまの葛藤」 （2007年3月29日、富士電視台） - 主演
- 《Sexy Voice and Robo（日语：セクシーボイスアンドロボ）》 第5話（2007年5月8日、日本電視台） - 飾演 美香
- 《語源刑事（日语：語源刑事）》2007 RETURNS（2007年9月16日、東京電視台）
- 《女子刑事（日语：ジョシデカ!-女子刑事-）》 第1話－第2話（2007年10月18日－10月25日、TBS電視台） - 飾演 時田梨惠子（佐藤有希）
- 《有閑俱樂部》 第3話（2007年10月30日、日本電視台） - 飾演 吉乃川あゆみ
- 《新春電視劇特別企劃 女子刑務所東三號棟7（日语：女子刑務所東三号棟）》 （2008年1月14日、TBS電視台） - 飾演 喜田川詩織
- 《貧窮男子》 第3話（2008年1月29日、日本電視台） - 飾演 引田的婚約者
- 《男子漢!（日语：オトコマエ!）》 第2話（2008年4月19日、NHK） - 飾演 お柳
- 《熱血律師》 第4話（2008年5月7日、日本電視台） - 飾演 藤野美香
- 《東京少女日向千步（日语：東京少女）》 第5話「電梯少女」（2009年1月31日、BS-i） - 飾演 水野美穗
- 《Ghost Friends》（2009年4月2日－6月11日、NHK） - 飾演 本鄉美空
- 《LOVE GAME（日语：LOVE GAME）》 最終話（2009年7月16日、讀賣電視台） - 飾演 清水萌
- 《紅鼻子老師（日语：赤鼻のセンセイ）》（2009年7月8日－9月9日、日本電視台） - 飾演 近藤ミチル
- 《真實的恐怖故事》「怨みの代償」（2009年8月25日、富士電視台） - 飾演 米山可奈
- 《草食系高校武士》 第2話（2009年10月24日、日本電視台） - 飾演 明菜
- 《祝女〜shukujo〜（日语：祝女 (NHK)）》系列（NHK）
  - 祝女〜shukujo〜（2010年1月10日－3月28日）
  - 祝女〜shukujo〜 夏季特集（2010年8月21日）
  - 祝女〜shukujo〜 第2季（2010年9月30日－2011年3月3日）
  - 祝女〜shukujo〜 第3季（2011年10月15日－2012年2月25日）
- 《ハンチョウ〜神南署安積班〜（日语：ハンチョウ〜神南署安積班〜）》 第2季 第3話（2010年1月25日、TBS） - 飾演 澤村惠
- 《怪物王子》 第5話（2010年5月15日、日本電視台） - 飾演 茜
- 《鬼太郎之妻》 第24週（2010年9月4日－9月25日、NHK） - 飾演 川西志穗
- 《棲息於霧中的惡魔（日语：霧に棲む悪魔）》（2011年4月11日－7月1日、東海電視台） - 主演 龍村圭以 / 安原霧子
- 《新・警視廳捜査一課9係 season3》 第10話（2011年9月7日、朝日電視台） - 飾演 城戶香奈子
- 《光之壁畫（日语：光る壁画）》（2011年10月1日、朝日電視台）
- 《推理要在晚餐後》 第8話（2011年12月6日、富士電視台） - 飾演 永瀨千秋
- 《幸福送行者》 第9話－最終話（2012年3月8日－3月15日、TBS電視台） - 飾演 嶋田みどり
- 北海道放送開局60周年紀念連續劇・《湯咖哩（日语：スープカレー (テレビドラマ)）》（2012年4月13日、北海道放送・TBS電視台） - 飾演 若月沙織
- 《放學後再推理》（2012年4月23日－6月25日、TBS電視台） - 飾演 烏山千歳
- NHK特集「襲擊職場的『新型憂鬱』」電視劇篇（2012年4月29日、NHK） - 飾演 臨床心理士
- 《屠龍少年團（日语：ドラゴン青年団）》 第6話（2012年8月30日、毎日放送） - 飾演 スナックフェアリーママ
- 《特官 -特別國税徵收官-（日语：トッカン -特別国税徴収官-）》トッカン 特別国税徴収官 第8話（2012年9月5日、日本電視台） - 飾演 常田久美子
- 《蜜愛莉諾柏木》 第1話（2013年1月12日、東京電視台） - 飾演 遠藤由美
- 《末班車再見（日语：終電バイバイ）》 第2話（2013年1月21日、TBS電視台） - 飾演 ミキ
- 《最棒的離婚》 第10話（2013年3月14日、富士電視台） - 飾演 佐藤美紀
- 《東京下町古書店》 第4話·5話·8話（2013年11月2日·11月9日·11月30日、日本電視台） - 飾演 永坂杏里
- 《Dr.檢事諸橋（日语：Dr.検事モロハシ）》2（2014年7月1日、富士電視台） - 飾演 伊藤惠
- 《聖彼得的送葬隊伍》（2014年7月7日－9月15日、TBS電視台） - 飾演 井村繪里子
- 《五星級旅遊～最好的旅行將導覽給您！！～（日语：五つ星ツーリスト〜最高の旅、ご案内します!!〜）》 第1話（2015年1月8日、讀賣電視台） - 飾演 松永繪美
- 《問題餐廳》 第10話（2015年3月19日、富士電視台） - 飾演 佐野
- 《世界奇妙物語》 25週年特集・春 〜人氣漫畫家競演篇〜 「蟲たちの家」（2015年4月11日、富士電視台） - 飾演 德井羽奈子
- 《虐待狂刑警》 第5話（2015年5月9日、日本電視台） - 飾演 佐伯有美香
- 《掟上今日子的備忘錄》 第4話（2015年10月31日、日本電視台） - 飾演 加賀笙子
- 《AKB驚悚之夜　腎上腺素之夜》 第17話「室友」（2015年12月3日、朝日電視台）
- 《臨床犯罪學者 火村英生的推理》 第1話（2016年1月17日、日本電視台） - 飾演 大和田雪枝
- 《視覺探偵 日暮旅人》（2017年1月29日、日本電視台） - 飾演 宮川惠理
- 《寵物情人（日语：きみはペット）》（2017年2月6日－3月26日、富士電視台） - 主演 巌谷澄麗
- 《摺紙魔女和博士的四角時間（日语：オリガミの魔女と博士の四角い時間）》 第4話（2017年3月30日、NHK教育頻道） - 飾演 謎の女
- 《默默奉獻的灰姑娘》 第11話（完結篇）（2020年9月24日、富士電視台）- 飾演 星名優
- 《四十雀》（2022年1月8日－3月26日、東京電視台） - 飾演 杜殿津瑪莉
- 《真凶標籤》第17話・第19話（2022年2月20日・3月6日、日本電視台） - 飾演 二宮凪沙
- 《INVISIBLE》第2話（2022年4月22日、TBS電視台）- 飾演 福留奈保子
- 《與雪女同行吃蟹》 （2022年7月9日－9月24日、東京電視台）- 飾演 雪枝彩女
- 《孤獨的美食家 Season10》第9話（2022年12月3日、東京電視台） - 飾演 增田
- 《明天，我會成為誰的女友 Season2》（2023年5月3日 - 6月28日、MBS・TBS）- 飾演 江美
- 《神之手》（2023年5月15日、東京電視台） - 飾演 來生恭子
- 《絕對不可能～偵探·上水流涼子的解析～》第9話（2023年6月12日、關西電視台・富士電視台）- 飾演 本香奈江
- 《敬啟，奇妙的鄰居》（2023年7月16日、朝日電視台）- 飾演 川口史子
- 《事件》（2023年8月13日 - 9月3日、WOWOW） - 飾演 岡部梢乃
- 《敲響密室之門》第7話・第8話（2023年9月9日・16日、朝日電視台）- 飾演 片桐佳代子
- 《我家律師很麻煩》第1話（2023年10月13日、富士電視台）- 飾演 吉岡
- 《院內警察》（2024年1月12日 - 3月22日、富士電視台） - 飾演 夏目美咲
- 《反正是別人的事～某法律顧問內心的工作～》第5話（2024年8月23日、東京電視台） - 飾演 鏑木香織
- 《獅子的藏身處》（2024年10月11日 - 12月20日、TBS）- 飾演 須賀野かすみ
- 《法庭之龍》第3話（2025年1月31日、東京電視台）- 飾演 松篠妙子
- 《DOPE 麻藥取締部特搜課》（2025年7月4日 - 、TBS）- 飾演 陣内香織

### 電視節目
- 《オビラジR（日语：オビラジR）》（2008年10月14日、TBS電視台）
- 《グータンヌーボ（日语：グータンヌーボ）》（2009年11月18日、關西電視台）
- 《朝だ!生です旅サラダ（日语：朝だ!生です旅サラダ）》（2012年4月－2013年3月、ABC電視台）

### 網路劇
- 《L et M わたしがあなたを愛する理由、そのほかの物語（日语：L et M わたしがあなたを愛する理由、そのほかの物語）》（2012年2月、BeeTV） - 飾演 橘紗子
- 《最上のプロポーズ》（2013年5月、BeeTV） - 飾演 藤井湖

### 舞台劇
- 《エルダーソルジャーズ》（2009年11月26日－12月1日、東京環球劇場）
- 《呪い》（2013年11月27日 - 12月1日、赤坂RED劇場）
- 《請和我的妻子結婚。（日语：ボクの妻と結婚してください。）》（2014年2月27日－3月2日、天王洲銀河劇場（日语：天王洲銀河劇場））
- 《祝女〜shukujo〜（日语：祝女 (NHK)）》 season 2（2015年10月28日－11月6日、東京・草月大廳（日语：草月ホール） / 静岡、新潟、大阪、愛知、福岡）[14]

### 電視廣告
- 松下電器 DIGICAM（日语：DIGICAM）400（2004年）
- 大眾汽車 GOLF（2005年）
- 日本麥當勞 麥克奶昔（日语：マックシェイク） 桃小町（2005年）
- 資生堂藥品 輔酶Q10AA・WHITE（2005年）
- 江崎固力果 BREO（2005年）
- 大發工業 Tanto・Custom（2006年 - 2007年） - 與速水茂虎道共演。
- 產業能率大學（2006年）
- 竺天 2007年新作浴衣（2007年）
- KUHO 韓國服飾品牌（2007年）
- 資生堂
  - TSUBAKI（2007年）
  - ウーノ（日语：uno (化粧品)） スキンケアタンク（2009年） - 與妻夫木聰、つぶやきシロー（日语：つぶやきシロー）。
- 萬代南夢宮娛樂 任天堂DSソフト 交響情人夢（2007年）
- 山崎麵包 ランチパック（日语：ランチパック）（2007年－）
- 萬代南夢宮娛樂 任天堂DSソフト 99のなみだ（日语：99のなみだ）（2008年－）
- 日本可口可樂 Aquatherapy MINAQUA（日语：アクアセラピー ミナクア）（2008年）
- NTT通信公司（日语：NTTコミュニケーションズ） 企業CM 050安心號碼、cocoa（2008年）
- 麒麟啤酒 麒麟淡麗〈生〉（日语：麒麟淡麗〈生〉）（2008年） - 佐藤浩市、勝地涼らと共演。
- 第一三共健康管理（日语：第一三共ヘルスケア） リゲインスタイル（2011年）
- 札幌啤酒生啤酒 黒ラベル （2013年）
- CHIFURE（日语：ちふれ化粧品）「ちふれ うるおいジェル」「ちふれ口紅」（2013年）

### 雜誌
- 《SPRiNG》（寶島社） - 「ノリコレ」連載
- 《screen+》（近代電影社（日语：近代映画社）） - 「love cinema」連載
- 《ROLa》（新潮社）

### 音樂錄影帶
- COLOR《Special love（日语：Special love (COLORの曲)）》2004年）
- 矢井田瞳《初戀（日语：初恋 (矢井田瞳の曲)）》（2006年）
- 沐月《Tiny Star（日语：Tiny Star）》（2008年）
- 童子-T（日语：童子-T） feat. 青山黛瑪《約束の日（日语：12 Love Stories）》（2008年）
- 東方神起《Stand by U》（2009年）

## 外部連結
- 官方网站
- 入山法子 公式ブログ Powered by LINE （页面存档备份，存于） - LINE BLOG（2016年11月17日 - ）
- 入山法子のオフィシャルブログ 『のりんご飴』 （页面存档备份，存于）（2006年10月23日 - 2016年11月17日）
- 入山法子的X（前Twitter）
- 入山法子的Instagram帳戶